# Villa Hackländer

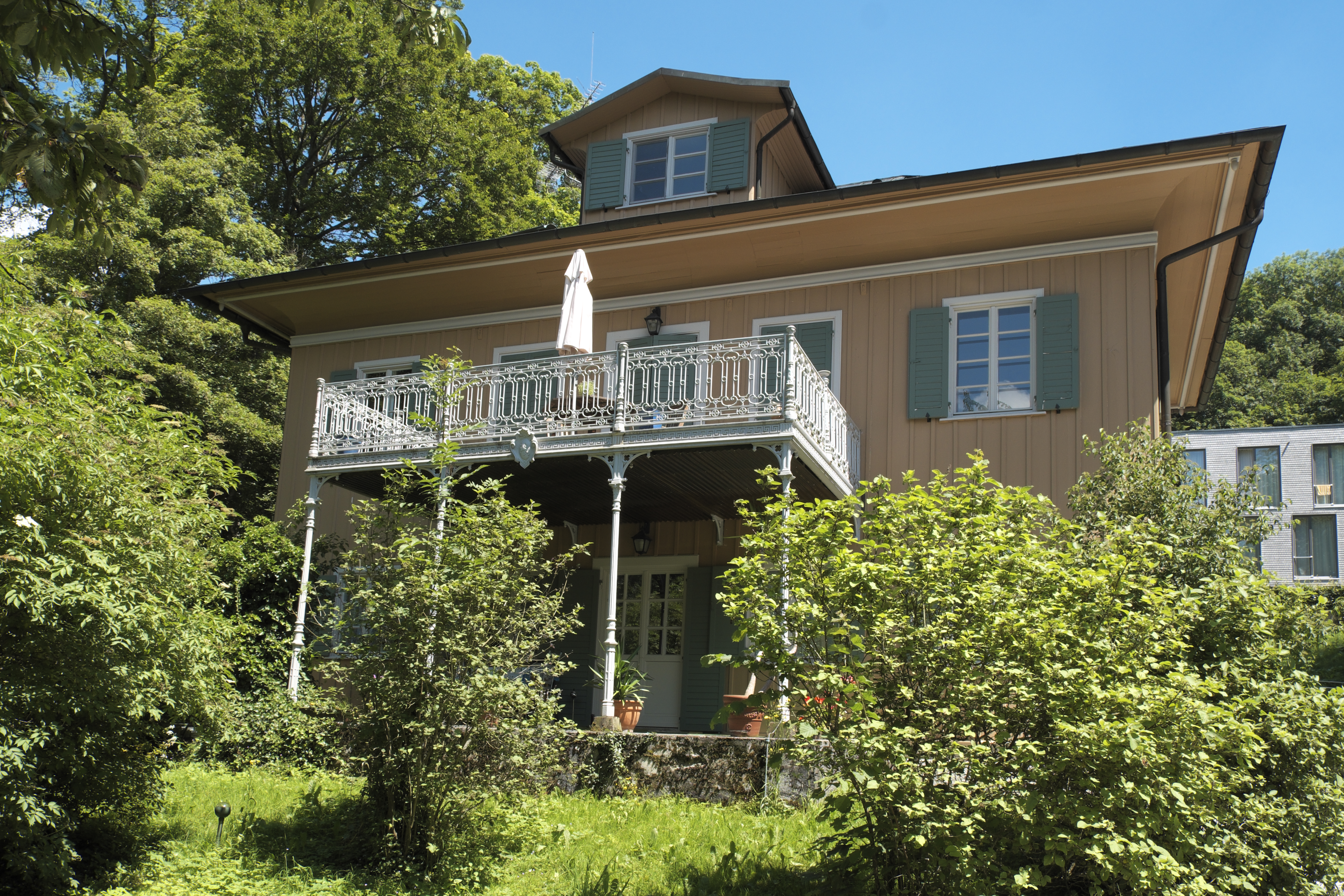
Villa Hackländer in Leoni

Die Villa Hackländer in Leoni, einem Gemeindeteil von Berg im oberbayerischen Landkreis Starnberg, wurde 1827 errichtet. Die Villa an der Assenbucher Straße 47 ist ein geschütztes Baudenkmal.

## Beschreibung
Der klassizistische Bau mit flachem Walmdach über großer Hohlkehle wurde vom Architekten Johann Ulrich Himbsel für sich selbst erbaut. Das Gebäude ist verbrettert. Der große eiserne Balkon wurde Ende des 19. Jahrhunderts hinzugefügt.
Das kleine Landhaus, einer der ersten Villenbauten am Starnberger See, ist als schlichtes Gartenhaus gebaut. Unter anderem wohnte hier für einige Zeit Wilhelm von Kaulbach mit seiner Familie, um 1868 erwarb es der Schriftsteller Friedrich Wilhelm Hackländer, der dort am 6. Juli 1877 verstarb. Im November des Jahres veröffentlichte Hackländers Witwe Karoline in der Zeitschrift „Über Land und Meer“, deren Herausgeber er war, eine Verkaufsanzeige für das Haus.
| - Verkaufsanzeige für die Villa Hackländer, 1877. |

## Heutige Nutzung
Die Villa gehört zusammen mit der Weinmann-Villa heute zum Seminarzentrum Haus Buchenried der Münchner Volkshochschule. Über 400 Wochen- und Wochenendseminare bietet die VHS übers Jahr auf dem 14 Hektar großen Hanggrundstück an, zu dem, nur durch einen kleinen Weg getrennt, auch ein Strandstück mit Steg gehört.